# Vory
Tavoris Javon Hollins Jr. (17 de agosto de 1997), conocido profesionalmente como Vory (anteriormente King Vory), es un rapero, cantante y compositor estadounidense. Ganó un Grammy por su trabajo en Everything Is Love de The Carters y ha lanzado varios proyectos en solitario, incluido el EP Lucky Me en 2018 y el sencillo "You Got It" en 2019. Actualmente está firmado con Electric Feel Entertainment y Dream Chasers Records.

## Vida temprana
Tavoris Javon Hollins Jr. nació y se crio en Houston, Texas . Más tarde se mudó a Louisville, Kentucky a los 16 años para vivir con su padre. Mientras estuvo allí, conoció y comenzó a colaborar con el cantante y nativo de Louisville, Bryson Tiller . Anteriormente firmó con el sello discográfico con sede en Louisville, FPR Music Group, Derrick Washington, Sean Bowens y Latasha Harrison.

## Carrera
En 2015, Vory recibió la atención de la industria de la música por primera vez después de aparecer en la canción de Bryson Tiller, "Break Bread", bajo su antiguo nombre artístico King Vory.  También coescribió " Don't " del cantante americano Bryson Tiller que alcanzó el número 13 en el Billboard Hot 100  y apareció en el álbum de estudio debut de Tiller, Trapsoul . En 2016, Vory comenzó a lanzar canciones de forma independiente, incluidas "Overdose"  y "My Life A Movie" con Blu y producidas por Dun Deal . Más tarde, en julio de 2016, FPR Music Group lanzó su mixtape debut, Overdose .
Mas tarde ese año se mudó a Los Ángeles, donde comenzó a trabajar en el desarrollo de su sonido actual. Conoció al productor de discos canadiense Boi-1da, con quien luego colaboraría en una variedad de temas. En 2017, Vory continuó lanzando sencillos, incluidos "Try",  "Do That Shit", y "Hold of Me". La última canción fue estrenada por Zane Lowe en Beats 1 Radio. Luego en 2018, obtuvo créditos de escritura en numerosas canciones, incluyendo " Mob Ties " del rapero canadiense Drake de su quinto álbum de estudio Scorpion y "Friends" del dúo estadounidense The Carters de su álbum de estudio colaborativo Everything Is Love, que iría para ganar un Grammy por su trabajo en el álbum.
En agosto de 2018, firmó con Capitol Records y Electric Feel Management y lanzó su EP debut, Lucky Me . Co-escribió y apareció en la canción de Rich the Kid "Ring Ring" de su segundo álbum de estudio The World Is Yours 2 y el mismo día, Vory lanzó un nuevo sencillo, "You Got It".
En junio de 2020, firmó con Dream Chasers Records y lanzó un EP homónimo "Vory".